# Orde van de Federatie
De federale republiek Nigeria heeft na de onafhankelijkheid in 1964 twee ridderorden ingesteld. Een daarvan is de Orde van de Federatie (Engels: "Order of the Federal Republic")
De twee hoogste onderscheidingen, grootcommandeur in de Orde van de Federatie en de Orde van de Niger worden aan de respectieve pas aangetreden president en vicepresident verleend. De laatste onderscheiding wordt ook aan de voorzitter van het Hooggerechtshof en de voorzitter van de Senaat toegekend. Rechters in het Hooggerechtshof worden Commandeurs in de Orde van de Niger.
De Orde van de Niger heeft vier graden.
Men heeft, naar Britse gewoonte, recht om met letters achter de naam van de drager het bezit van de decoratie aan te geven.
- Grootcommandeur in de Orde van de Federatie (Grand Commander of the Order of the Federation) (GCFR)
- Commandeur in de Orde van de Federatie (Commander of the Order of the Federation) (CFR)
- Officier in de Orde van de Federatie (Officer of the Order of the Federation) (OFR)
- Lid in de Orde van de Federatie (Member of the Order of the Federation) (MFR)

Het kleinood is een ster mert tien punten die afwisselend groen en wit zijn geëmailleerd. Het centrale medaillon is omgeven door een groene ring en toont het wapen van Nigeria.
Het lint is afhankelijk van de graad in de orde en is voor de militaire en civiele divisie verschillend. Het is in alle gevallen groen met een witte strepen. Bij de Grootcommandeurs zijn op de witte strepen twee goudkleurige smalle gele strepen aangebracht. Bij de Militaire Divisie is in het midden van het lint een smalle rode streep te zien.

## Decoranti
- Akihito
- Obafemi Awolowo
- Nnamdi Azikiwe
- Moammar al-Qadhafi
- Haile Selassie
- Nelson Mandela
- Goodluck Jonathan
- Muhammadu Buhari
- Elizabeth II van het Verenigd Koninkrijk